# Інститут механіки імені С. П. Тимошенка НАН України
Інститут механіки імені С. П. Тимошенка НАН України — науково-дослідна установа Національної академії наук України. Перший академічний інститут технічного профілю в Україні.
Створений 1918 року у складі Української академії наук як Інститут технічної механіки.
У 1929 році він був розділений на Інститут будівельної механіки та Кабінет транспортної механіки.
У 1959 році Інститут будівельної механіки перейменовано в Інститут механіки АН УРСР
1993 року Інституту присвоєно ім'я першого директора Степана Прокоповича Тимошенка.
Установу очолювали відомі вчені:
- С. П. Тимошенко (1918—1920),
- Д. О. Граве (1921),
- К. К. Симінський (1921—1932),
- С. В. Серенсен (1932—1940),
- М. В. Корноухов (1940—1944),
- Ф. П. Бєлянкін (1944—1958),
- Г. М. Савін (1958—1959),
- А. Д. Коваленко (1959—1965),
- В. О. Кононенко (1965—1975),
- О. М. Гузь (1976—2023).

З 2023 року Інститут очолює академік НАН України Володимир Михайлович Назаренко.
Основні наукові напрями Інституту: механіка композитних і неоднорідних середовищ; механіка оболонкових систем; механіка зв'язаних полів у матеріалах і елементах конструкцій; механіка руйнування і втома; динаміка і стійкість механічних систем.
Теоретичні та експериментальні результати, одержані в Інституті протягом багатьох років, знайшли застосування в ракетно-космічній, авіаційній, кораблебудівній та інших галузях промисловості. Розробки Інституту використані в інженерній практиці провідних науково-дослідних і проєктно-конструкторських організацій і підприємств України та інших країн при оцінці міцності, надійності й довговічності матеріалів і типових конструкцій різноманітного призначення. Фундаментальні дослідження співробітників Інституту узагальнені в низці багатотомних монографій, що їх видає установа.
В Інституті сформувались визнані у світі школи з механіки, зокрема школа нелінійних коливань Крилова — Боголюбова — Митропольського.
Інститут видає міжнародний науковий журнал «Прикладна механіка». Провідна роль установи у світовій науці у визначених наукових напрямах засвідчена виданням спеціального випуску авторитетного міжнародного журналу «Applied Mechanics Reviews» (США, 1993, № 2) під заголовком «Мікромеханіка композитних матеріалів: фокус на українських дослідженнях», повністю присвяченого працям науковців Інституту. В 1998 р. у цьому журналі була опублікована єдина в своєму роді не тільки для цього журналу, а і для світової практики стаття про Інститут механіки ім. С. П. Тимошенка НАН України (історія, досягнення, повна бібліографія монографічних видань за всі роки існування).
Установа має потужний науковий потенціал. В Інституті працюють 4 академіки й 3 члени-кореспонденти НАН України, 60 докторів та 79 кандидатів наук, висококваліфікований інженерно-технічний персонал. 
Досягнення науковців Інституту відзначені:
- Державними преміями СРСР (3),
- Державними преміями України (9),
- Державними преміями Російської Федерації (1),
- преміями НАН України імені видатних вчених.

Ряд провідних науковців Інституту є членами іноземних академій наук, численних міжнародних наукових та науково-технічних товариств.